# Alfriston
Alfriston is een civil parish in het bestuurlijke gebied Wealden, in het Engelse graafschap East Sussex met 829 inwoners.

## Fotogalerij

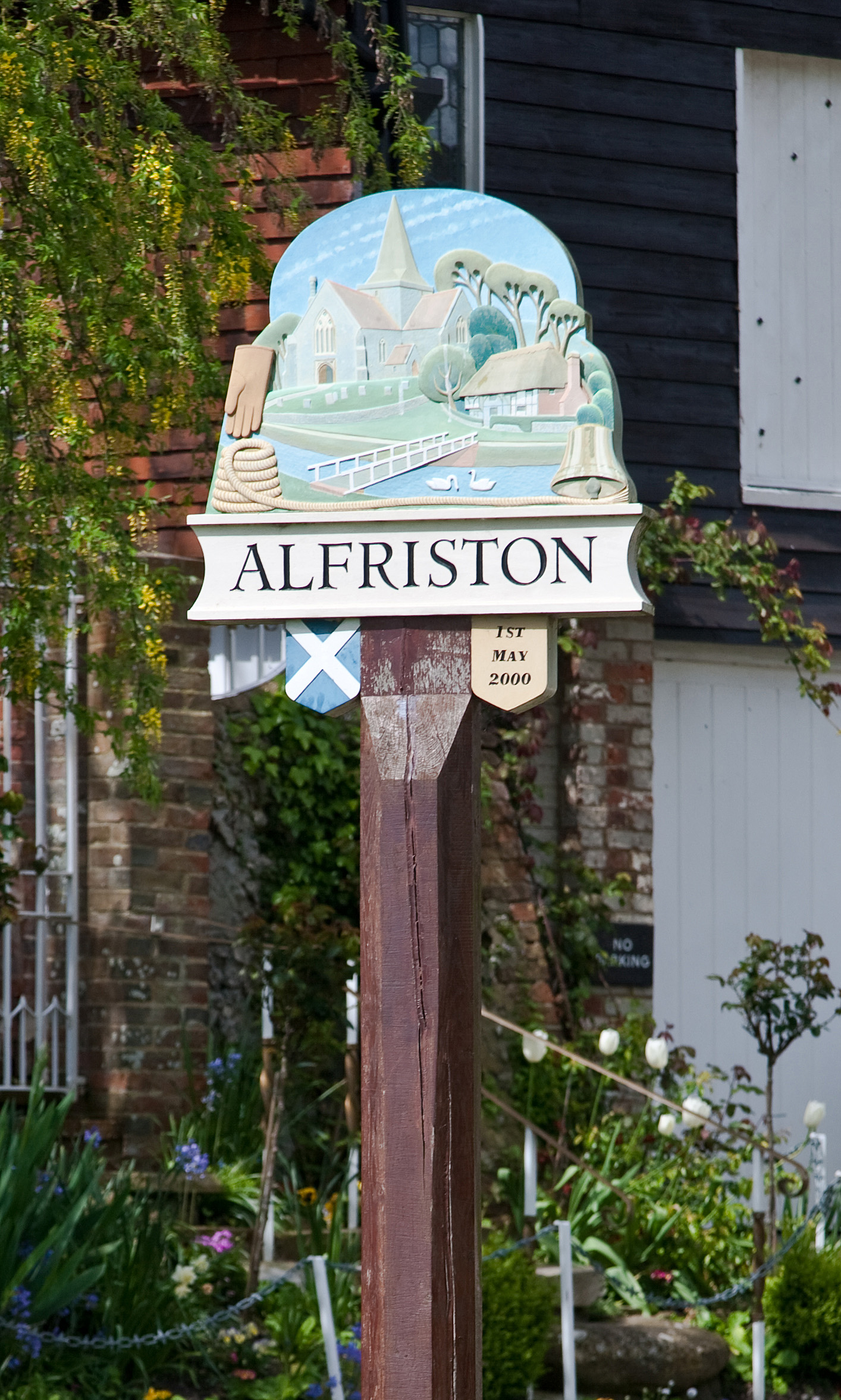
Dorpsbord
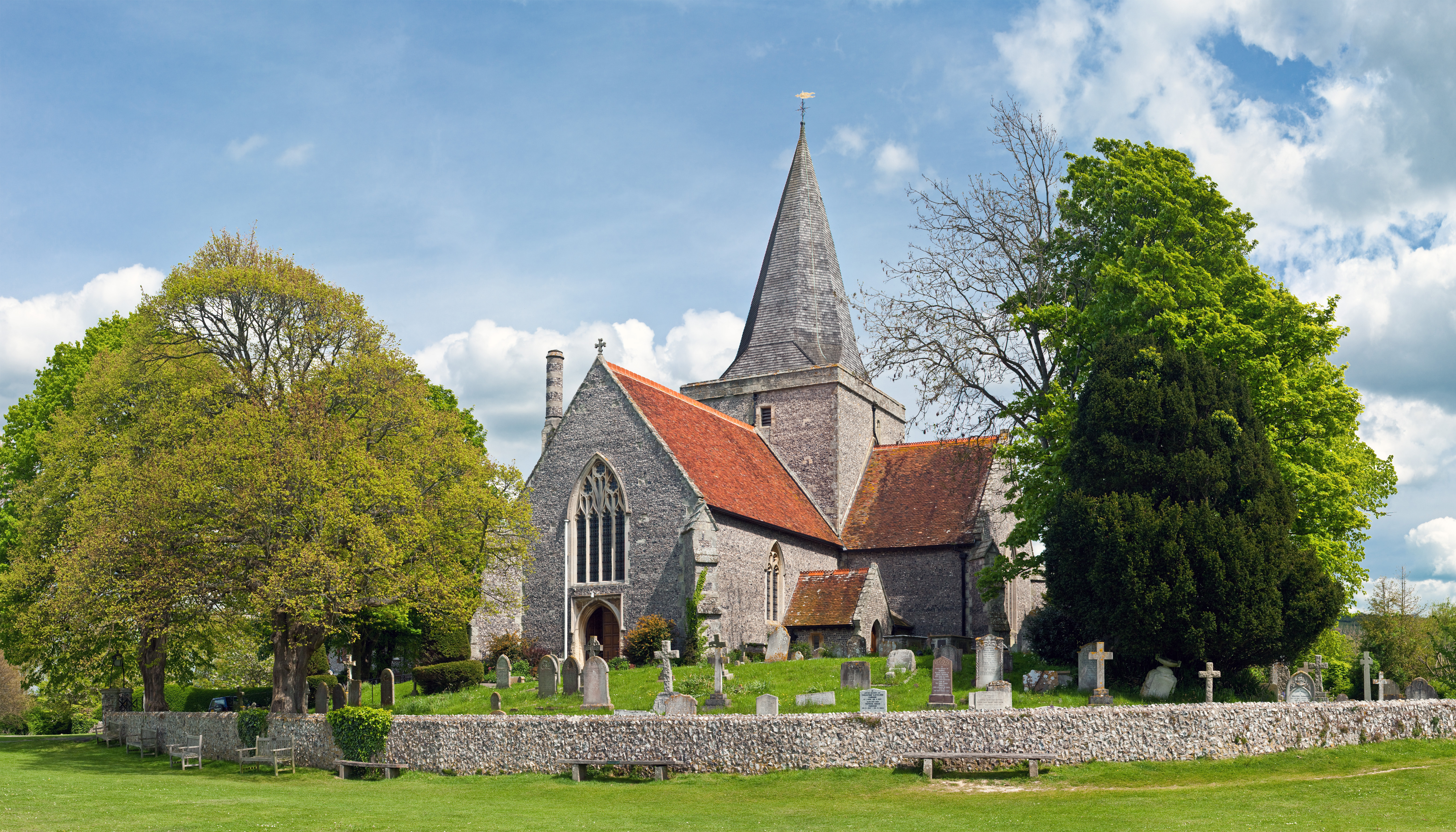
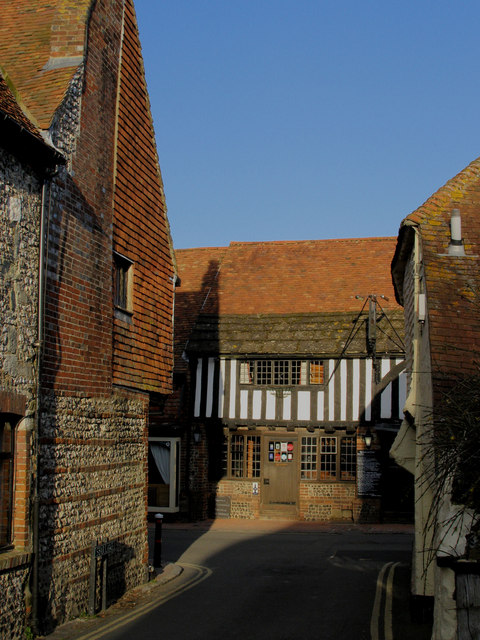
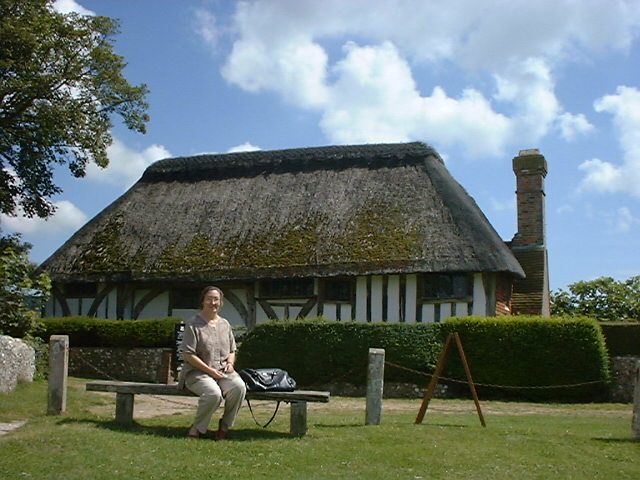
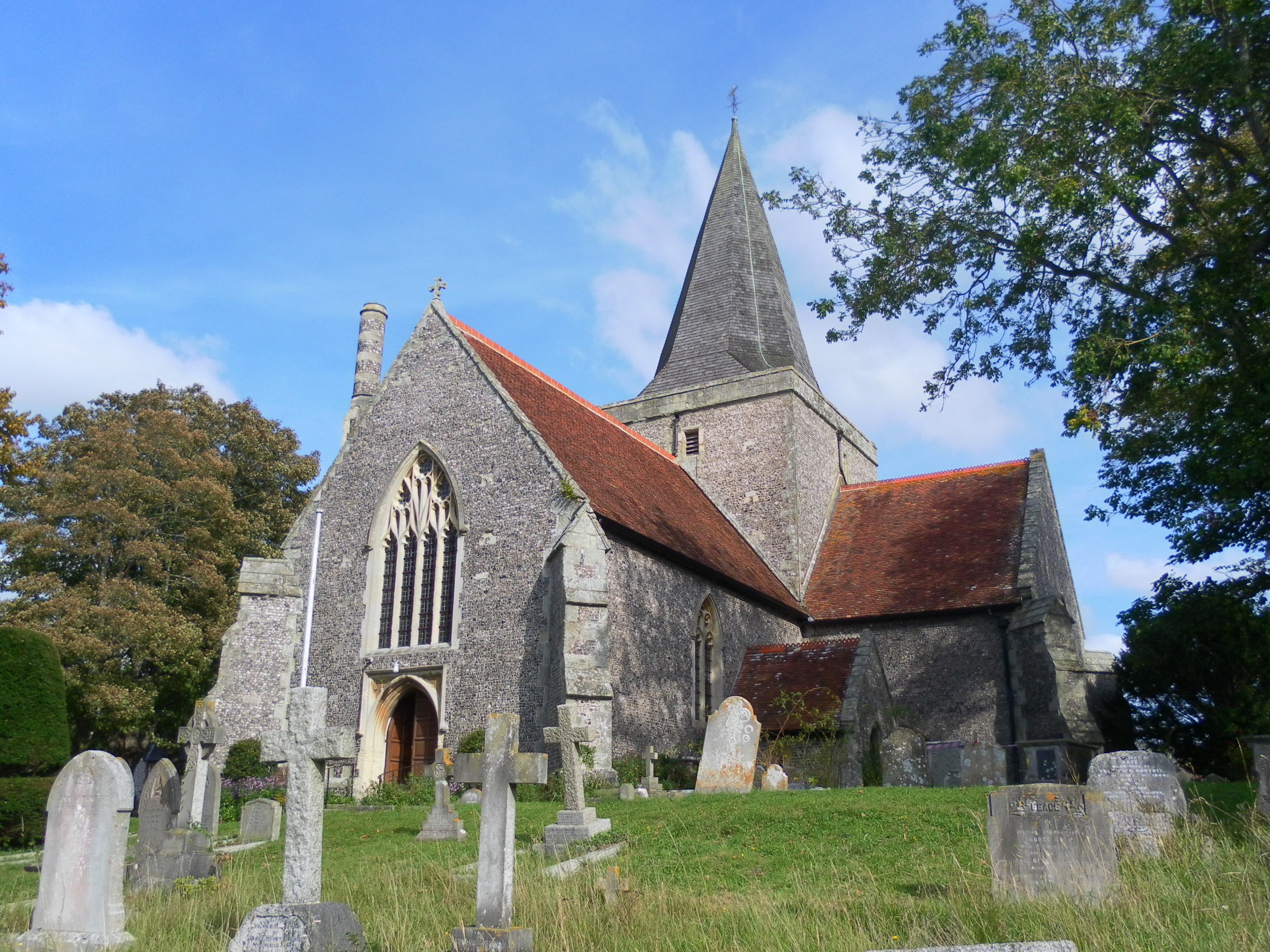